# ليبر كوكينا
ليبر كوكينا Liber de Coquina (وتعني «كتاب الطبخ») هو من أقدم كتب الطبخ في أوربا، كتبت باللاتينية.
ارتبط الكتاب ببلاط شارل الثاني ملك نابولي. وظهر في نهاية القرن الثالث عشرأو بداية الرابع عشر، لكن لا يعرف من ألفها.

## المخطوطات
حفظ الكتاب في نسختين مخطوطة كلاهما في مكتبة باريس الوطنية:
- Latin manuscript 7131, fol. 94r-99v, Bibliothèque nationale, Paris (نحو سنة 1304-1314 م)
- Latin manuscript 9328, fol. 129r-139v, Bibliothèque nationale, Paris (القرن 14 م)